# Xã Orange, Quận Ionia, Michigan
Xã Orange (tiếng Anh: Orange Township) là một xã thuộc quận Ionia, tiểu bang Michigan, Hoa Kỳ. Năm 2010, dân số của xã này là 987 người.